# Parancistrocerus saecularis
Parancistrocerus saecularis är en stekelart som först beskrevs av Henri Saussure 1852.  Parancistrocerus saecularis ingår i släktet Parancistrocerus och familjen Eumenidae. Utöver nominatformen finns också underarten P. s. rufulus.